# دومينيكو أغوستيني
دومينيكو أغوستيني (بالإيطالية: Domenico Agostini)‏ (17 سبتمبر 1964 أسكولي بيتشينو إيطاليا - ) هو لاعب كرة قدم إيطالي يلعب كلاعب وسط.